# Styposis tepus
Styposis tepus là một loài nhện trong họ Theridiidae.
Loài này thuộc chi Styposis. Styposis tepus được Herbert Walter Levi miêu tả năm 1967.